# Exponi nobis
Exponi nobis  (título completo: Exponis Nobis Nuper Fecistis), también denominada Omnímoda, fue una bula papal suscripta por el papa Adriano VI en 1522, la cual fue un documento clave para la evangelización de América.
La bula establecía en una forma muy amplia las facultades de los religiosos en aquellos sitios fuera del alcance de la diócesis episcopal, de esta forma autorizando las tareas parroquiales por parte del clero regular. 
La bula otorgaba a las órdenes mendicantes la potestad de ser autoridad apostólica en aquellos sitios donde no hubiera obispos o donde estos se encontraran a una distancia superior a dos días de viaje, excepto en aquellos ministerios que requerían de una consagración episcopal.
Por otra parte la bula también otorgaba al rey de España ciertos derechos en cuanto a la selección y examen de los sacerdotes elegidos para ir a las misiones. Estando el rey facultado con un derecho de veto al respecto. También contenía precisiones respecto a la bula de su antecesor Pio V, "De Salutis Gregis Dominici", permitiendo de nuevo las corridas de toros en España con ciertos requisitos.